# Dichagyris squalidior
Dichagyris squalidior là một loài bướm đêm trong họ Noctuidae.